# Kammerorchester Basel

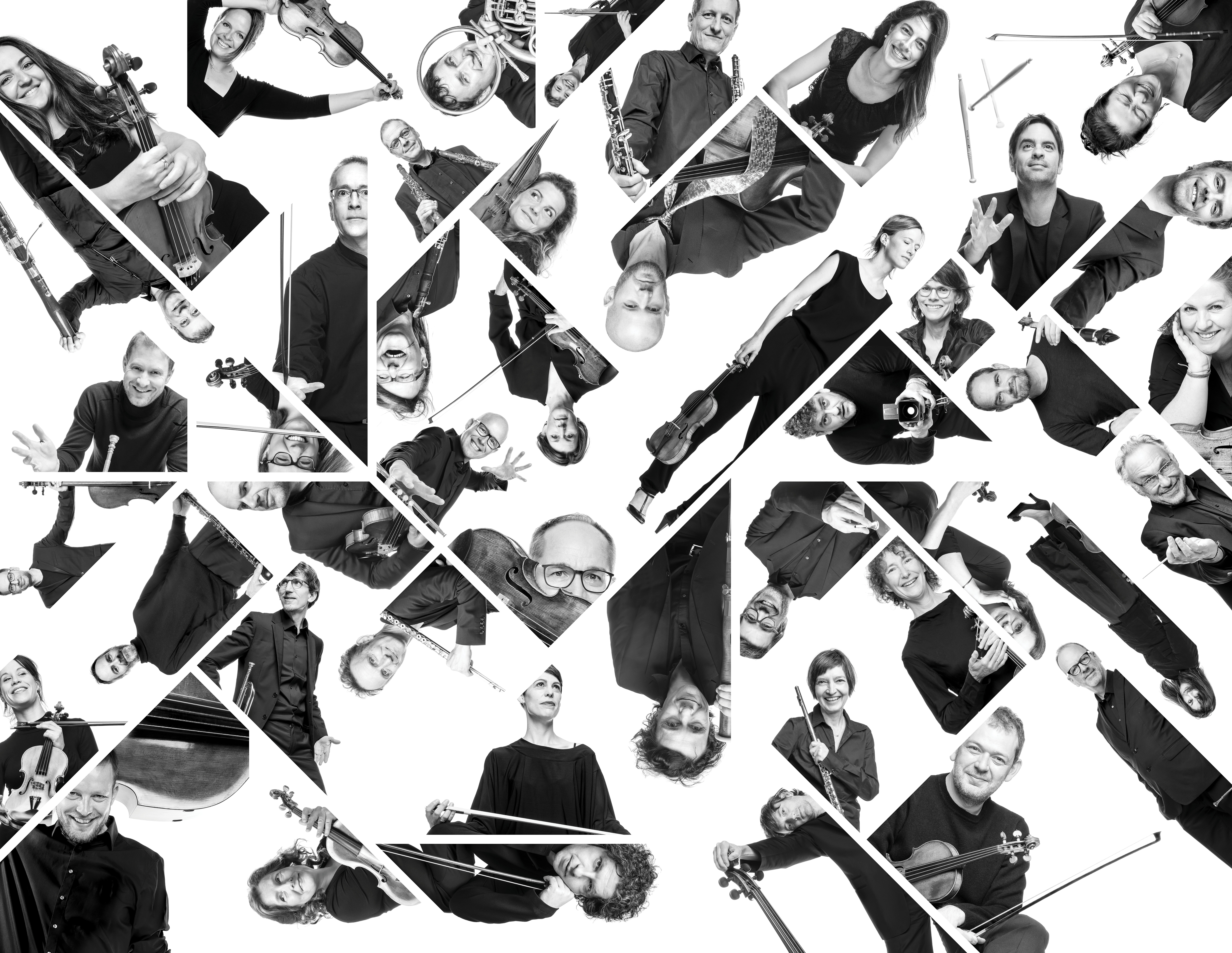
Kammerorchester Basel

Das Kammerorchester Basel ist ein Schweizer Kammerorchester. Konzerte finden regelmässig in Basel und der Region statt. Zudem gastiert das Orchester auf internationalen Festivals und tritt in den Konzerthäusern europäischer Musikzentren wie London, Amsterdam, Köln, Berlin, Zürich, München, Wien, Valencia oder Paris auf.

## Geschichte
Das Kammerorchester Basel wurde 1984 als «Serenata Basel» von Absolventen verschiedener Schweizer Musikhochschulen gegründet. Bis 1998 war Johannes Schlaefli Chefdirigent. 1999 erfolgte die Umbenennung zum Kammerorchester Basel. Seitdem erarbeitet es seine Programme unter der Leitung eigener Konzertmeister und Gästen sowie in Zusammenarbeit mit Solisten wie Maria João Pires, Sol Gabetta, Nuria Rial, Christoph Prégardien, Erwin Schrott, Khatia Buniatishvili und Patricia Kopatchinskaja zusammen und Dirigenten wie Trevor Pinnock, Mario Venzago, Heinz Holliger, René Jacobs und Christophe Rousset. Seit 2015/16 ist Giovanni Antonini, mit dem das Kammerorchester Basel seit Jahren eine enge künstlerische Partnerschaft pflegt, Principal Guest Conductor.
Im Mittelpunkt der musikalischen Arbeit des Orchesters steht der Anspruch, Alte und Neue Musik zu kombinieren. Das Kammerorchester Basel knüpft damit an eine Konzerttradition an, die von dem Basler Musikmäzen und Dirigent Paul Sacher ins Leben gerufen wurde (Basler Kammerorchester, 1926–1987).
Neben Programmen mit Schwerpunkten in der Wiener Klassik und im Barock setzt sich das Orchester für die Zeitgenössische Musik ein. Jährlich vergibt es Kompositionsaufträge und wirkt bei der «Basel Composition Competition» mit. Ein weiterer Bestandteil des musikalischen Schaffens ist die Vermittlungsarbeit im Austausch mit Kindern und Jugendlichen. Seit 2019 ist die «Clariant Foundation» Sponsor des Kammerorchesters Basel.

## CD-Einspielungen
Zahlreiche Einspielungen bei Klassiklabels wie Sony, Deutsche Harmonia Mundi und Warner Classics wurden mit Preisen ausgezeichnet. Das Ensemble erhielt drei Mal den ECHO Klassik: 2008 als «Bestes Ensemble» für die historisch informierten Interpretationen von Beethovens dritter und vierter Sinfonie unter Giovanni Antonini, 2012 mit Nuria Rial für die «Operneinspielung des Jahres» und 2015 mit Emmanuel Pahud für die «beste Konzerteinspielung des 19. Jahrhunderts»
Auf die Bestenliste der Deutschen Schallplattenkritik wurde 2017 die CD «Mozart Arias» mit der Schweizer Sopranistin Regula Mühlemann, sowie 2018 die CD «Lamentatione» mit Aufnahmen von Joseph Haydn-Sinfonien auf historischen Instrumenten unter Giovanni Antonini gewählt. Unter Antoninis Leitung wird das Kammerorchester Basel im Wechsel mit dem italienischen Ensemble Il Giardino Armonico bis ins Jahr 2032 alle 107 Sinfonien Haydns aufführen und auf CD einspielen. Weitere integrale Aufführungen und Einspielungen fanden in den vergangenen drei Jahren statt: Franz Schuberts Sinfonien unter der Stabführung Heinz Holligers.

### Diskografie
| Jahr | Titel                                                             | Leitung                        | SolistIn                                                                                             |
| ---- | ----------------------------------------------------------------- | ------------------------------ | --- |
| 2023 | L'invitation au voyage \| Dmitry Smirnov, Heinz Holliger          | Heinz Holliger                 | Dmitry Smirnov                                                                                       |
| 2023 | Anime immortali \| Franco Fagioli                                 | Daniel Bard                    | Franco Fagioli                                                                                       |
| 2023 | Joseph Haydn: Stabat Mater                                        | René Jacobs                    | Brigitte Christensen, Kristina Hammarstroem, Steve Davislim, Christian Immler, Zürcher Sing-Akademie |
| 2023 | F. Schubert: Overtures and orchestral works                       | Heinz Holliger                 | |
| 2022 | Haydn2032 No.12_Les jeux et les plaisirs \| Giovanni Antonini     | Giovanni Antonini              | |
| 2022 | «Angelica Diabolica» \| Giulia Semenzato                          | Baptiste Lopez                 | Giulia Semenzato                                                                                     |
| 2022 | Othmar Schoeck: Elegie \| Christian Gerhaher, Heinz Holliger      | Heinz Holliger                 | Christian Gerhaher                                                                                   |
| 2022 | Haydn2032 Box_Vol.1-10 \| Giovanni Antonini                       | Giovanni Antonini              | |
| 2022 | Haydn2032 No.11_Au goût parisien \| Giovanni Antonini             | Giovanni Antonini              | |
| 2022 | Mozart x 3 \| Elsa Dreisig, Kammerorchester Basel                 | Louis Langrée                  | Elsa Dreisig                                                                                         |
| 2021 | Unreleased \| Cecilia Bartoli, Kammerorchester Basel              | Tang Muhai                     | Cecilia Bartoli                                                                                      |
| 2021 | F. Schubert: Sinfonie Nr. 7 \| Heinz Holliger                     | Heinz Holliger                 | |
| 2021 | Der Struwwelpeter – eine (haarige) Geschichte                     |                                | |
| 2021 | Arias \| Valer Sabadus                                            | Julia Schröder                 | Valer Sabadus                                                                                        |
| 2020 | F. Schubert: Sinfonien Nr. 4 & 6 \| Heinz Holliger                | Heinz Holliger                 | |
| 2020 | Mozart Arias II \| Regula Mühlemann                               | Umberto Benedetti Michelangeli | Regula Mühlemann                                                                                     |
| 2020 | F. Schubert: Sinfonien Nr. 2 & 3 \| Heinz Holliger                | Heinz Holliger                 | |
| 2019 | Beethoven-Box                                                     | Giovanni Antonini              | |
| 2019 | F. Schubert: Sinfonien Nr. 1 & 5 \| Heinz Holliger                | Heinz Holliger                 | |
| 2019 | Haydn2032 No.7_Gli Impresari \| Giovanni Antonini                 | Giovanni Antonini              | |
| 2019 | Der Einsiedler \| Max Reger zu Ehren                              | Winfried Toll                  | Christoph Prégardien                                                                                 |
| 2018 | Schumann Cello-Konzert \| Sol Gabetta                             | Giovanni Antonini              | Sol Gabetta, Bertrand Chamayou                                                                       |
| 2018 | F. Schubert: Sinfonie Nr. 8 \| Heinz Holliger                     | Heinz Holliger                 | |
| 2018 | Haydn2032 No.6_Lamentatione \| Giovanni Antonini                  | Giovanni Antonini              | |
| 2018 | L. v. Beethoven: Sinfonie Nr. 9 \| Giovanni Antonini              | Giovanni Antonini              | |
| 2018 | Baroque Twitter                                                   | Stefano Barneschi              | Nuria Rial, Maurice Steger                                                                           |
| 2018 | N. Porpora: Il verbo in carne \| Christmas Oratorio               | Riccardo Minasi                | Terry Wey, Martin Vanberg Marc-Olivier Oetterli, Nuria Rial, Roberta Invernizzi                      |
| 2017 | F. Schubert: The Finished «Unfinished» \| Mario Venzago           | Mario Venzago                  | |
| 2017 | Sinfonia Concertante \| Julia Schröder                            | Umberto Benedetti Michelangeli | Julia Schröder                                                                                       |
| 2017 | Sacred Duets                                                      | Julia Schröder                 | Nuria Rial, Valer Sabadus                                                                            |
| 2017 | Haydn Keyboard Concertos \| Viviane Chassot                       | Yuki Kasai                     | Viviane Chassot, Konstantin Timokhine                                                                |
| 2017 | Haydn2032 No.5_L’Homme de Génie \| Giovanni Antonini              | Giovanni Antonini              | |
| 2017 | Bologna 1666 \| Julia Schröder                                    | Julia Schröder                 | Julia Schröder                                                                                       |
| 2016 | My Tribute to Yehudi Menuhin \| Daniel Hope                       | Anders Kjellberg Nilsson       | Daniel Hope                                                                                          |
| 2016 | Mozart Arias \| Regula Mühlemann                                  | Umberto Benedetti Michelangeli | Regula Mühlemann                                                                                     |
| 2015 | Revolution \| Emmanuel Pahud                                      | Giovanni Antonini              | |
| 2015 | L. v. Beethoven: Triple Concerto \| Giovanni Antonini             | Giovanni Antonini              | Sol Gabetta, Giuliano Carmignola, Dejan Lazić                                                        |
| 2014 | Konzerte für Flöte und Harfe                                      | Yuki Kasai                     | Maria Cecilia Muñoz, Sarah O’Brien                                                                   |
| 2014 | L. v. Beethoven: Sinfonien Nr. 7 & 8 \| Giovanni Antonini         | Giovanni Antonini              | |
| 2013 | J. Brahms: Ein deutsches Requiem                                  | Rolf Beck                      | |
| 2013 | Bach Sons – Piano Concertos \| See Siang Wong                     | Yuki Kasai                     | See Siang Wong                                                                                       |
| 2013 | G. Ph. Telemann: Arien \| Nuria Rial                              | Julia Schröder                 | Nuria Rial                                                                                           |
| 2013 | W. A. Mozart: Arias \| Sabine Meyer                               | Andreas Spering                | Sabine Meyer                                                                                         |
| 2013 | J. S. Bach: Arias «Chronik der Anna Magdalena Bach» \| Nuria Rial | Julia Schröder                 | Nuria Rial                                                                                           |
| 2012 | Mozart, Klein, Bartók: Divertimento                               | Julia Schröder                 | Emmanuel Pahud                                                                                       |
| 2012 | J. S. Bach: Cantatas \| Andreas Scholl                            | Julia Schröder                 | Andreas Scholl                                                                                       |
| 2010 | Haydn, Hofmann, Mozart: Cello Concertos \| Sol Gabetta            | Giovanni Antonini              | Sol Gabetta                                                                                          |
| 2010 | G. F. Händel: Athalia \| Paul Goodwin                             | Paul Goodwin                   | Nuria Rial, Geraldine McGreevy, Lawrence Zazzo, Charles Daniels David Wilson-Johnson                 |
| 2009 | L. v. Beethoven: Sinfonien Nr. 5 & 6 \| Giovanni Antonini         | Giovanni Antonini              | |
| 2009 | G. F. Händel: Concerti Grossi                                     | Julia Schröder                 | |
| 2009 | G. F. Fasch: Concerti und Ouvertüren                              | Julia Schröder                 | |
| 2007 | L. v. Beethoven: Sinfonien Nr. 3 & 4 \| Giovanni Antonini         | Giovanni Antonini              | |
| 2007 | G. F. Händel: Riccardo Primo \| Paul Goodwin                      | Paul Goodwin                   | Lawrence Zazzo, Nuria Rial, Geraldine McGreevy                                                       |
| 2006 | G. F. Händel: Affetti Barocchi \| Marijana Mijanovic              | Sergio Ciomei                  | Marijana Mijanovic                                                                                   |
| 2006 | G. F. Händel: Arien \| Laurence Cummings                          | Laurence Cummings              | Angelika Kirchschlager                                                                               |
| 2005 | Music for the Theater Vol. 2                                      | Christopher Hogwood            | |
| 2005 | L. v. Beethoven: Sinfonien Nr. 1 & 2 \| Giovanni Antonini         | Giovanni Antonini              | |
| 2005 | Music for the Theater Vol. 1                                      | Christopher Hogwood            | |
| 2005 | G. F. Händel: Lotario \| Paul Goodwin                             | Paul Goodwin                   | Nuria Rial, Kristina Hammarstroem, Lawrence Zazzo, Tim Mead, James Gilchrist, Hubert Claessens       |
| 2004 | Klassizistische Moderne Vol. 3                                    | Christopher Hogwood            | Anthony Spiri                                                                                        |
| 2004 | Klassizistische Moderne Vol. 2                                    | Christopher Hogwood            | Emma Kirkby                                                                                          |
| 2003 | Klassizistische Moderne Vol. 1                                    | Christopher Hogwood            | |
| 2002 | Concertante                                                       | Christopher Hogwood            | |

## Auszeichnungen
Als erstes Schweizer Orchester wurde das Kammerorchester Basel mit einem Schweizer Musikpreis 2019 ausgezeichnet. Das Bundesamt für Kultur schätzt damit die «besondere Vision ein klassisches Orchester zu erschaffen, jenseits der längst bestehenden Institutionen». Darüber hinaus werden die «ausgezeichneten Programme auf höchstem musikalischem Niveau» hervorgehoben sowie «neue Formen der Vermittlung, die sich nicht nur an Kenner, sondern besonders auch an Kinder und Laien richten». Die Preisverleihung fand am 20. September 2019 im Kunstmuseum Basel unter Anwesenheit des Bundesrates Alain Berset und der Direktorin des Bundesamtes für Kultur Isabelle Chassot statt.

## Uraufführungen
| Datum              | Komponist:in               | Werk | Dirigent:in        | Solist:in                        | Ort                                   |
| ------------------ | -------------------------- | --- | ------------------ | -------------------------------- | ------------------------------------- |
| 11. November 2023  | Jannik Giger               | Troisième œil für Kammerorchester                                                                         | Baptiste Lopez     |                                  | Wigmore Hall, London                  |
| 6. März 2023       | Iris Szeghi                | Hommage à Mednyánszky, Uraufführung des Auftrags des Kammerorchester Basel                                | Baptiste Lopez     |                                  | Don Bosco, Basel                      |
| 18. Januar 2023    | Francisco Coll             | Konzert für Violoncello und Orchester                                                                     | Francisco Coll     | Sol Gabetta                      | Theater Casino, Zug                   |
| 1. November 2021   | Nigel Kennedy              | Concerto for violin and orchestra no.1 Für Ludwig Van                                                     | Nigel Kennedy      | Nigel Kennedy                    | Stadtcasino, Basel                    |
| 21. August 2021    | Georg Friedrich Haas       | Was Beethoven mir erzählt                                                                                 | Sylvain Cambreling | Carolin Widmann, Lorelei Dowling | Stadtcasino, Basel                    |
| 8. August 2021     | Thomas Adès                | «Shanty – Over the Sea» for strings                                                                       | Baptiste Lopez     |                                  | Menuhin Festival, Gstaad              |
| 15. August 2021    | Roland Moser               | Franz Schubert: Sinfonie D-Dur D936A (vervollständigt von Roland Moser)                                   | Heinz Holliger     |                                  | Stadtcasino, Basel                    |
| 13. Juli 2021      | Cristóbal Halffter         | Melancolía                                                                                                | Pedro Halffter     |                                  | Auditorio Alfredo Kraus, Gran Canaria |
| 23. August 2020    | Roland Moser               | «Echoraum» nach Franz Schuberts «Trauermusik» (UA)                                                        | Heinz Holliger     |                                  | Stadtcasino, Basel                    |
| 23. Januar 2020    | Wolfgang Rihm              | Concerto en Sol für Sol Gabetta                                                                           | Sylvain Cambreling | Sol Gabetta                      | Martinskirche, Basel                  |
| 18. Juli 2019      | Bruno Soeiro               | Sillages, Sons de Parfums. For chamber orchestra                                                          | Pierre Bleuse      |                                  | Schloss, Herrenchiemsee               |
| 15. April 2018     | William Blank              | «Morphosis» pour 42 instruments                                                                           | William Blank      |                                  | Musical Theater, Basel                |
| 29. Oktober 2017   | Matthias Arter             | Aquarell über das Ricercar a 6 von Johann Sebastian Bach                                                  | Trevor Pinnock     |                                  | Salle de Musique, La Chaux-de-Fonds   |
| 23. Oktober 2015   | Stefan Wirth               | «Through the looking glass» für Violine und Streichorchester                                              | Renaud Capuçon     | Renaud Capuçon                   | Martinskirche, Basel                  |
| 22. März 2015      | Marko Nidkodjevic          | «Aria Concertante» für Klarinette, Orchester und Live Elektronik (Auftragswerk des Heidelberger Frühling) | Andreas Spering    | Sabine Meyer                     | Stadthalle, Heidelberg                |
| 20. September 2014 | Maurilio Cacciatore        | «Frammenti senza cornice» per ensemble e live electronics                                                 | Giovanni Antonini  |                                  | Stadtcasino, Basel                    |
| 30. November 2013  | Rico Gubler                | «Oton» für Kammerorchester                                                                                | Philippe Bach      |                                  | Martinskirche, Basel                  |
| 24. Mai 2013       | Lukas Langlotz             | «Masken» – Orchestersatz nach den Skizzen KV 299c von Wolfgang Amadé Mozart                               | Yuki Kasai         |                                  | Wigmore Hall, London                  |
| 2. Februar 2013    | Isabel Klaus               | 5 Kommentare zur Militärsinfonie von Haydn für Ensemble                                                   | Giovanni Antonini  |                                  | Stadtcasino, Basel                    |
| 6. November 2012   | Burkhard Kinzler           | Round about Haydn, a roundabout (2012) UA, Reflexionen über Haydn                                         | Yuki Kasai         |                                  | Martinskirche, Basel                  |
| 20. Mai 2012       | Balz Trümpy                | «The bonds of heaven are dissolved» nach einer Szene aus Shakespeare's Troilus and Cressida               | Thomas Herzog      |                                  | Ackermannshof, Basel                  |
| 14. Januar 2012    | Helena Winkelmann          | «Miorita» Konzert für Alphorn und Orchester                                                               | Yuki Kasai         |                                  | Glarus                                |
| 24. September 2011 | Mauricio Kagel             | Cuatro piezas breves para orquesta de cuerdas                                                             | Jérémie Rhorer     |                                  | Stadtcasino, Basel                    |
| 25. Januar 2010    | Roland Moser               | Sein und Meinen – Kleine Studie zu Parmenides                                                             | Kristjan Jaervi    |                                  | Stadtcasino, Basel                    |
| 5. August 2009     | Martin Jaggi               | Sastruga für Streicher                                                                                    | Jürg Henneberger   |                                  | Berlin, Festival «Schweizgenössisch»  |
| 27. Februar 2008   | Friedemann Amadeus Treiber | Illuminationen                                                                                            | Paul Goodwin       |                                  | Martinskirche, Basel                  |
| 28. April 2007     | Sofia Gubaidulina          | Konzert für Bajan und Orchester                                                                           | David Stern        | Geir Draugsvoll                  | Stadtcasino, Basel                    |
| 28. April 2007     | Martin Jaggi               | «Trieb»                                                                                                   | David Stern        |                                  | Stadtcasino, Basel                    |
| 22. November 2006  | Arnold Schönberg           | Andante moderato aus Serenade für Kammerorchester                                                         | David Stern        |                                  | St. Katharinenkirche, Laufen          |
| 4. August 2006     | Jacques Loussier           | Konzert für improvisierende Solo-Violine, Perkussion und Orchester                                        | Kristjan Jaervi    | Volker Biesenbender, Burhan Öcal | Menuhin Festival, Saanen-Gstaad       |
| 21. April 2006     | Thomas Adès                | Three Studies After Couperin                                                                              | Thomas Adès        |                                  | Martinskirche, Basel                  |
| 12. November 2005  | Tigran Mansurian           | Herbstfantasie für Klavier und Streicher                                                                  | Christoph Poppen   |                                  | Martinskirche, Basel                  |
| 15. Februar 2003   | Xavier Dayer               | Sonnet XI pour choeur et orchestre                                                                        | Johannes Tolle     |                                  | Martinskirche, Basel                  |
| 17. Januar 2003    | Jean-Luc Darbellay         | «Alea» Konzert für Violine und Orchester                                                                  | Jürg Wyttenbach    |                                  | Gare du Nord, Basel                   |
| 25. April 1999     | Andrea Scartazzini         | «Gebärden...» für Kammerorchester Auftragskomposition der Stiftung Pro Helvetia                           | Johannes Schlaefli |                                  | Stadtcasino, Basel                    |
| 31. Januar 1997    | Felix Profos               | «Lichthgebiet»                                                                                            | Johannes Schlaefli |                                  | Stadtcasino, Basel                    |